# کلاغ زنگی
کلاغ‌های زنگی یا کلاغ‌های بانگی (نام علمی: Strepera) و (به انگلیسی: Currawong)، نام یک سرده از تیره زاغی‌های زنگوله‌ای است. نام‌های پیشین این گروه کلاغ‌سنگ‌چشم‌ها (crow-shrikes) یا زاغی‌های زنگی (bell-magpies) بود. 